# 雷克斯電影院火災
雷克斯电影院火災，又称阿巴丹纵火案，是1978年8月19日伊朗阿巴丹發生的一場人為火災（縱火）。此次火災造成377人至470人死亡。 这次火災成為伊朗伊斯蘭革命的導火索。
巴列维王朝當局起初将火灾归咎于伊斯兰社会主义者 ，后来有報道表示縱火者是伊斯兰武装分子 ，而反巴列维抗议者则指责縱火者是萨瓦克成員。 